# Святая Анна
Свята́я А́нна (ивр. חַנָּה‎ — «милость», «благодать», греч. Αγία Άννα) — в христианстве мать Богородицы, жена святого Иоакима, родившая дочь чудесным образом после долгих лет бездетного брака. Православная церковь причисляет Анну к числу богоотцов.

## В Священном Предании
Четыре канонических Евангелия не упоминают имени матери Марии. Анна появляется только в апокрифической традиции, в частности в «Протоевангелии Иакова», а также в «Евангелии псевдо-Матфея» и «Золотой легенде». На традицию также повлияло «Слово на Рождество Пресвятой Богородицы» святителя Андрея Критского (VII—VIII века).

### Рождение девы Марии
Анна была младшая дочь священника Матфана из первосвященнического рода Аарона и жена святого Иоакима. По отцу она была из колена Левина, а по матери — из колена Иудина.

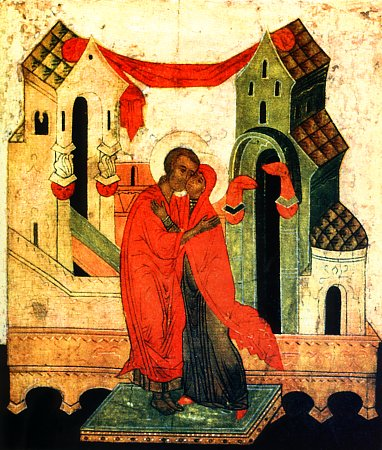
Икона «Зачатие праведной Анны» изображает встречу у Золотых ворот

Супруги жили в Назарете Галилейском. Несмотря на то, что пара была уже давно жената («пятьдесят лет жили в супружестве»), детей у них не было. Однажды, когда первосвященник отказал Иоакиму в праве принести Богу жертву, так как он «не создал потомства Израилю», тот удалился в пустыню. Там Иоакиму явился ангел с вестью, что вскоре его немолодая жена родит дочь (данный сюжет калькирует многие другие библейские истории о пожилых бесплодных парах, ср. Авраам и Сарра; Захария и Елисавета, а также рождение пророка Самуила у бездетной Анны). Обрадованный, он решил вернуться домой. Согласно житию, одновременно молилась в своём саду благочестивая Анна о даровании ей дитя, и явился ей ангел Божий и сказал: «молитва твоя услышана, воздыхания твои проникли облака и слезы твои канули пред Господом! Ты зачнешь и родишь дщерь благословенную, выше всех дщерей земных. Ради Ея благословятся все роды земные, Ею дастся спасение всему миру и наречется Она Мариею!» Услышав эти слова, Анна поклонилась ангелу и сказала: «жив Господь Бог мой. Если у меня будет дитя, то отдам его Господу на служение, пусть оно служит Ему день и ночь, восхваляя святое Имя Его во всю жизнь». И прежняя печаль Анны обратилась в радость. Анна встретила мужа у Золотых ворот Иерусалима. Благая весть оказалась правдой, Анна зачала и 8 сентября около 16—15 годов до н. э. родила Марию.
Католицизм отмечает в качестве праздника и 8 декабря — день зачатия Девы Марии, которое Католическая церковь считает непорочным, трактуя это в том смысле, что на Марию не перешёл первородный грех, но отнюдь не в том, чтобы она, подобно Иисусу, была зачата бессеменным образом (см. Непорочное зачатие Девы Марии). Согласно доктрине францисканцев, зачатие Девы Марии произошло в результате объятия и поцелуя у Золотых Ворот, и это чудо явилось первым актом Божественного Спасения.

### Детство Богородицы
По иудейскому обычаю, в 15-й день по рождении младенца, ей было дано имя, указанное ангелом Божиим — Мария. Родители из благодарности Господу пообещали отдать ребёнка в Храм.
Предание говорит, что когда девочке исполнилось шесть месяцев, Анна поставила её на землю, чтобы посмотреть, может ли та стоять. Мария сделала семь шагов и возвратилась в руки матери. Поэтому Анна решила, что дочь не будет ходить по земле, пока её не введут в храм Господень. «Анна устроила особое место в спальне дочери, куда не допускалось ничто нечистое, и призвала непорочных дочерей иудейских, чтобы они ухаживали за младенцем».

Когда Марии исполнился год, Иоаким устроил пир, на который собрал священников, старейшин и много народа, и принес в это собрание Марию, прося всех благословить Её. «Бог отцов наших, благослови Младенца Сего и дай Ему имя славное и вечное во всех родах», — таково было благословение священников. Анна же радостно прославляла Бога, что Он разрешил её неплодие и «отъял поношение врагов её». Ещё через год Иоаким думал исполнить над Марией обет посвящения Её Богу, но Анна, боясь, что в храме дитя соскучится по дому, и желая подольше удержать Её при себе, уговорила мужа отсрочить на один год его намерение.

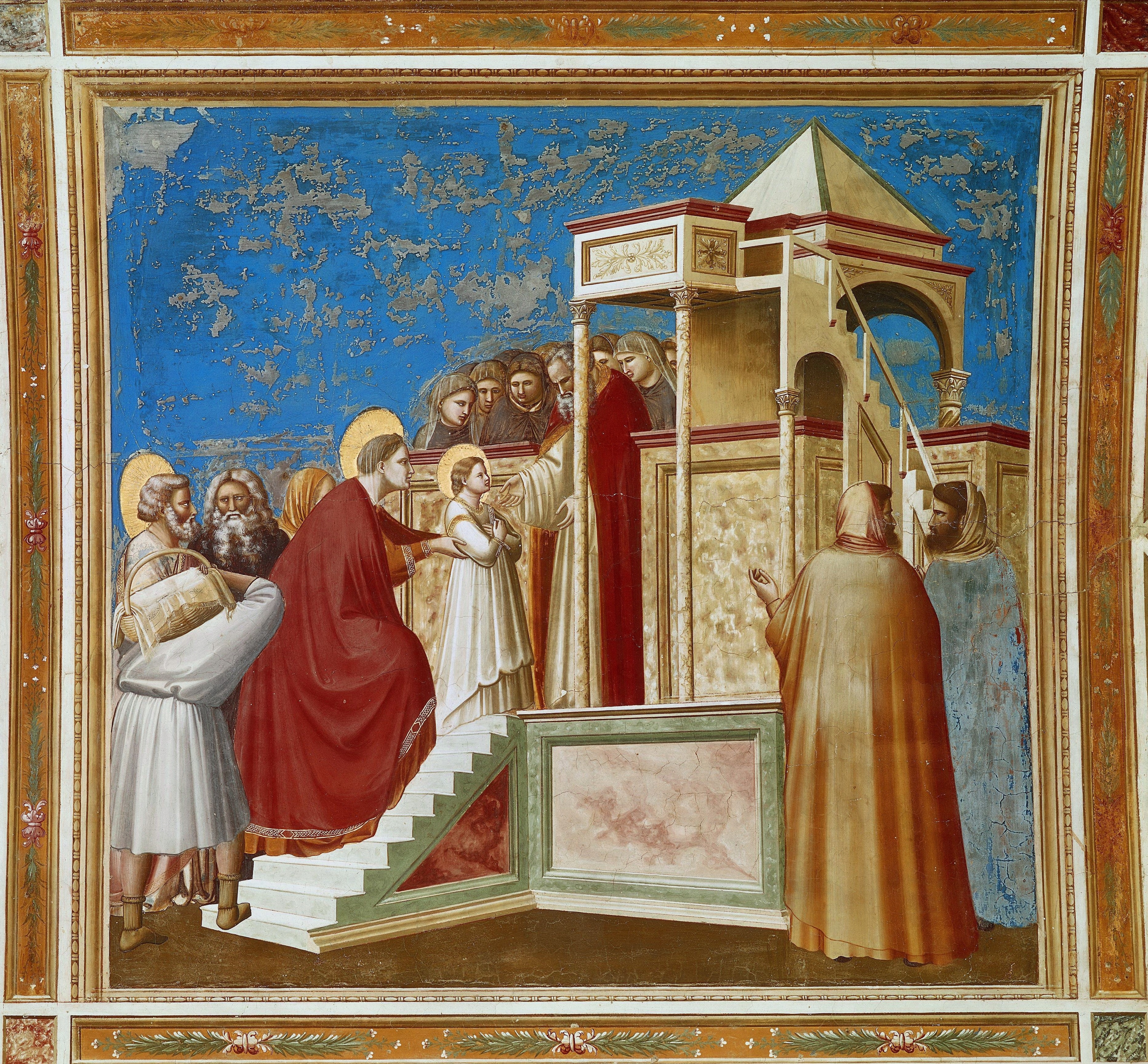
«Введение во храм», фреска Джотто, капелла Скровеньи. Анна поддерживает свою малютку-дочь

Мария была введена в Храм в возрасте трёх лет. Иоаким и Анна поставили дочь на первую ступень, и, к всеобщему изумлению, трёхлетняя Мария без посторонней помощи взошла на самый верх, где её принял первосвященник Захария.

### Смерть Анны

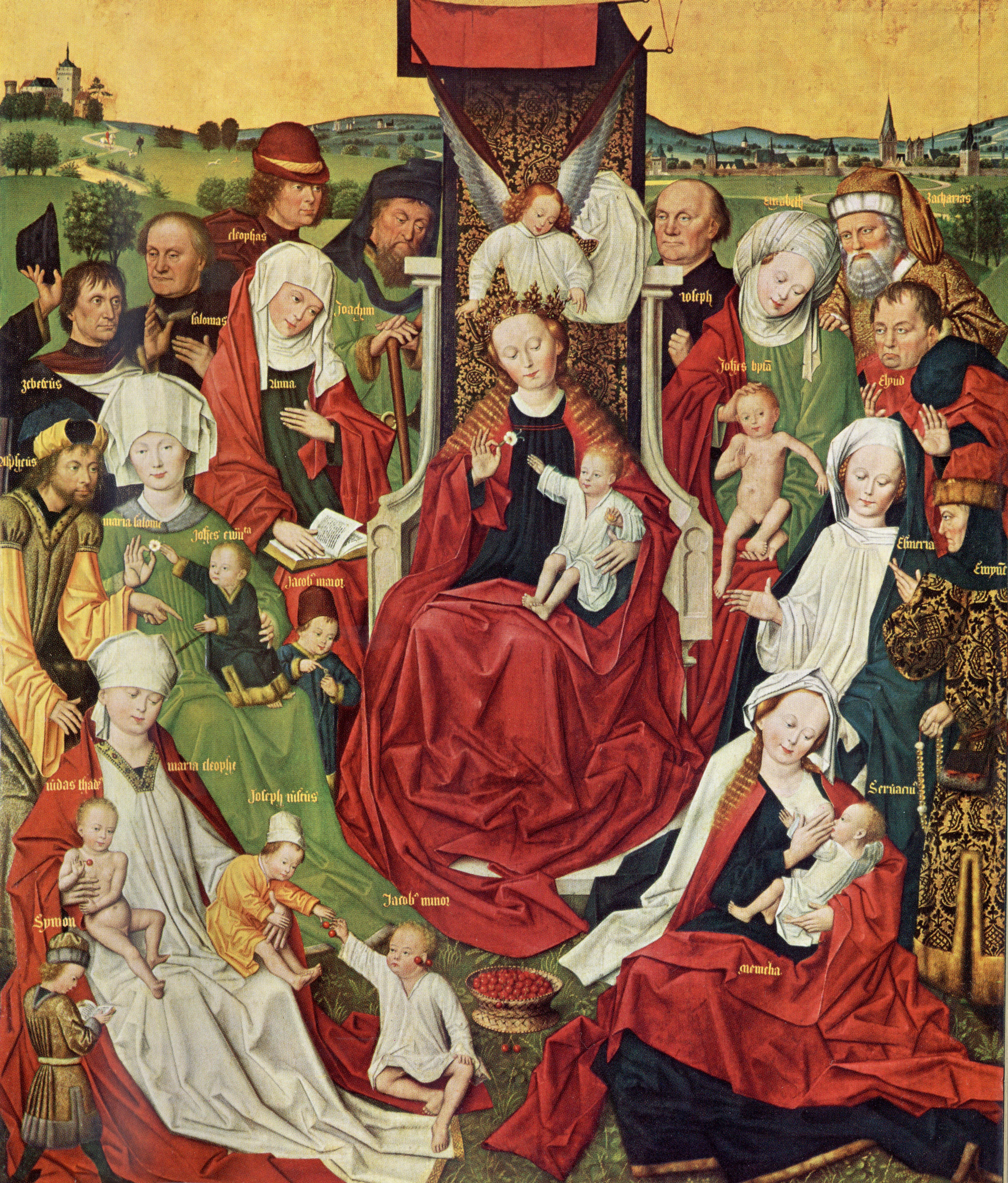
«Святая родня» — изображение семьи святой Анны с её многочисленными внуками. В центре расположена дева Мария, слева от неё Анна с книгой в руках, с тремя своими мужьями позади

Согласно православной версии жития, святой Иоаким преставился через несколько лет по введении дочери во храм, в 80-летнем возрасте. Святая Анна скончалась в возрасте 79 лет, через два года после него, проведя их при храме рядом с дочерью. Память Успения праведной Анны 25 июля (7 августа).
Захоронены Иоаким и Анна вблизи будущей гробницы своей дочери, а также могилы Иосифа Обручника, в Гефсиманском саду, около Елеонской горы, неподалёку от Иерусалима. Эти гробницы находились на краю Иосафатовой долины, лежавшей между Иерусалимом и Елеонской горой.
В католической традиции встречаются упоминания того, что Анна после смерти Иоакима ещё дважды успела выйти замуж и родить детей, а также что она присоединилась к Святому семейству в Египте после его бегства и занималась воспитанием внука — из чего следует, что данные легенды считают её моложе и датируют её смерть более поздним временем.

### Семья святой Анны
Происхождение Анны из колена Левия, из рода первосвященника Аарона важно для христиан, так как её браком с Иоакимом (из колена Иуды из рода Давида) и рождением Марии, таким образом, соединяются две важнейшие сакральные генеалогические линии Священного Писания — царская и мессианская линия Давида и священническая — Аарона («ибо, согласно христианским представлениям, они объединяются в Иисусе Христе как Мессии и одновременно Небесном Первосвященнике, или Иерее»).
Хотя в Евангелиях о ближайших родственниках Марии и её матери Анны говорится достаточно мало, малодостоверная, но значимая внебиблейская традиция приписывает Анне многочисленное потомство, в частности, по той причине, что Анна, оставшись вдовой после смерти Иоакима, будто бы ещё дважды выходила замуж (по «Золотой легенде») и имела ещё двух дочерей, также получивших имя Мария.
Эмеренция — апокрифическое имя матери Анны (один из вариантов).
В различных версиях родословное древо может разнится (см. проблему Сродников Господних). Его основной вариант, лёгший в основу западной иконографии Святой родни:
|         |         |         |         |                  |                  |                  |                  |                     |                     |                     |                     |                     |                     | Священник Матфан |  |                 |                 |                 |                 |                 |                 |             |             |             |             |               |               |               |               |               |               |            |            |                |                |                |                |                |                |              |              |              |              |       |       |                |                |                |                |                 |                 |                 |                 |                 |                 |                |                |                |                |         |         |         |         |
|         |         |         |         |                  |                  |                  |                  |                     |                     |                     |                     |                     |                     |                  |  |                 |                 |                 |                 |                 |                 |             |             |             |             |               |               |               |               |               |               |            |            |                |                |                |                |                |                |              |              |              |              |       |       |                |                |                |                |                 |                 |                 |                 |                 |                 |                |                |                |                |         |         |         |         |
|         |         |         |         |                  |                  |                  |                  |                     |                     |                     |                     |                     |                     |                  |  |                 |                 |                 |                 |                 |                 |             |             |             |             |               |               |               |               |               |               |            |            |                |                |                |                |                |                |              |              |              |              |       |       |                |                |                |                |                 |                 |                 |                 |                 |                 |                |                |                |                |         |         |         |         |
|         |         |         |         |                  |                  |                  |                  | Исмерия             | Исмерия             | Исмерия             | Исмерия             | Исмерия             | Исмерия             |                  |  |                 |                 |                 |                 |                 |                 | Святая Анна | Святая Анна | Святая Анна | Святая Анна | Святая Анна   | Святая Анна   |               |               | (1) Иоаким    | (1) Иоаким    | (1) Иоаким | (1) Иоаким | (1) Иоаким     | (1) Иоаким     |                |                | (2) Клеопа     | (2) Клеопа     | (2) Клеопа   | (2) Клеопа   | (2) Клеопа   | (2) Клеопа   |       |       |                |                |                |                |                 |                 |                 |                 | (3) Саломий     | (3) Саломий     | (3) Саломий    | (3) Саломий    | (3) Саломий    | (3) Саломий    |         |         |         |         |
|         |         |         |         |                  |                  |                  |                  | Исмерия             | Исмерия             | Исмерия             | Исмерия             | Исмерия             | Исмерия             |                  |  |                 |                 |                 |                 |                 |                 | Святая Анна | Святая Анна | Святая Анна | Святая Анна | Святая Анна   | Святая Анна   |               |               | (1) Иоаким    | (1) Иоаким    | (1) Иоаким | (1) Иоаким | (1) Иоаким     | (1) Иоаким     |                |                | (2) Клеопа     | (2) Клеопа     | (2) Клеопа   | (2) Клеопа   | (2) Клеопа   | (2) Клеопа   |       |       |                |                |                |                |                 |                 |                 |                 | (3) Саломий     | (3) Саломий     | (3) Саломий    | (3) Саломий    | (3) Саломий    | (3) Саломий    |         |         |         |         |
|         |         |         |         |                  |                  |                  |                  |                     |                     |                     |                     |                     |                     |                  |  |                 |                 |                 |                 |                 |                 |             |             |             |             |               |               |               |               |               |               |            |            |                |                |                |                |                |                |              |              |              |              |       |       |                |                |                |                |                 |                 |                 |                 |                 |                 |                |                |                |                |         |         |         |         |
|         |         |         |         |                  |                  |                  |                  |                     |                     |                     |                     |                     |                     |                  |  |                 |                 |                 |                 |                 |                 |             |             |             |             |               |               |               |               |               |               |            |            |                |                |                |                |                |                |              |              |              |              |       |       |                |                |                |                |                 |                 |                 |                 |                 |                 |                |                |                |                |         |         |         |         |
| Захария | Захария | Захария | Захария | Захария          | Захария          |                  |                  | Праведная Елисавета | Праведная Елисавета | Праведная Елисавета | Праведная Елисавета | Праведная Елисавета | Праведная Елисавета |                  |  | Элиуд           | Элиуд           | Элиуд           | Элиуд           | Элиуд           | Элиуд           |             |             |             |             | Дева Мария    | Дева Мария    | Дева Мария    | Дева Мария    | Дева Мария    | Дева Мария    |            |            | Мария Клеопова | Мария Клеопова | Мария Клеопова | Мария Клеопова | Мария Клеопова | Мария Клеопова |              |              | Алфей        | Алфей        | Алфей | Алфей | Алфей          | Алфей          |                |                | Мария Зеведеева | Мария Зеведеева | Мария Зеведеева | Мария Зеведеева | Мария Зеведеева | Мария Зеведеева |                |                | Зеведей        | Зеведей        | Зеведей | Зеведей | Зеведей | Зеведей |
| Захария | Захария | Захария | Захария | Захария          | Захария          |                  |                  | Праведная Елисавета | Праведная Елисавета | Праведная Елисавета | Праведная Елисавета | Праведная Елисавета | Праведная Елисавета |                  |  | Элиуд           | Элиуд           | Элиуд           | Элиуд           | Элиуд           | Элиуд           |             |             |             |             | Дева Мария    | Дева Мария    | Дева Мария    | Дева Мария    | Дева Мария    | Дева Мария    |            |            | Мария Клеопова | Мария Клеопова | Мария Клеопова | Мария Клеопова | Мария Клеопова | Мария Клеопова |              |              | Алфей        | Алфей        | Алфей | Алфей | Алфей          | Алфей          |                |                | Мария Зеведеева | Мария Зеведеева | Мария Зеведеева | Мария Зеведеева | Мария Зеведеева | Мария Зеведеева |                |                | Зеведей        | Зеведей        | Зеведей | Зеведей | Зеведей | Зеведей |
|         |         |         |         |                  |                  |                  |                  |                     |                     |                     |                     |                     |                     |                  |  |                 |                 |                 |                 |                 |                 |             |             |             |             |               |               |               |               |               |               |            |            |                |                |                |                |                |                |              |              |              |              |       |       |                |                |                |                |                 |                 |                 |                 |                 |                 |                |                |                |                |         |         |         |         |
|         |         |         |         |                  |                  |                  |                  |                     |                     |                     |                     |                     |                     |                  |  |                 |                 |                 |                 |                 |                 |             |             |             |             |               |               |               |               |               |               |            |            |                |                |                |                |                |                |              |              |              |              |       |       |                |                |                |                |                 |                 |                 |                 |                 |                 |                |                |                |                |         |         |         |         |
|         |         |         |         | Иоанн Креститель | Иоанн Креститель | Иоанн Креститель | Иоанн Креститель | Иоанн Креститель    | Иоанн Креститель    |                     |                     |                     |                     |                  |  |                 |                 |                 |                 |                 |                 |             |             |             |             | Иисус Христос | Иисус Христос | Иисус Христос | Иисус Христос | Иисус Христос | Иисус Христос |            |            |                |                |                |                | Иаков Алфеев   | Иаков Алфеев   | Иаков Алфеев | Иаков Алфеев | Иаков Алфеев | Иаков Алфеев |       |       | Иаков Зеведеев | Иаков Зеведеев | Иаков Зеведеев | Иаков Зеведеев | Иаков Зеведеев  | Иаков Зеведеев  |                 |                 | Иоанн Богослов  | Иоанн Богослов  | Иоанн Богослов | Иоанн Богослов | Иоанн Богослов | Иоанн Богослов |         |         |         |         |
|         |         |         |         | Иоанн Креститель | Иоанн Креститель | Иоанн Креститель | Иоанн Креститель | Иоанн Креститель    | Иоанн Креститель    |                     |                     |                     |                     |                  |  |                 |                 |                 |                 |                 |                 |             |             |             |             | Иисус Христос | Иисус Христос | Иисус Христос | Иисус Христос | Иисус Христос | Иисус Христос |            |            |                |                |                |                | Иаков Алфеев   | Иаков Алфеев   | Иаков Алфеев | Иаков Алфеев | Иаков Алфеев | Иаков Алфеев |       |       | Иаков Зеведеев | Иаков Зеведеев | Иаков Зеведеев | Иаков Зеведеев | Иаков Зеведеев  | Иаков Зеведеев  |                 |                 | Иоанн Богослов  | Иоанн Богослов  | Иоанн Богослов | Иоанн Богослов | Иоанн Богослов | Иоанн Богослов |         |         |         |         |
|         |         |         |         |                  |                  |                  |                  |                     |                     |                     |                     |                     |                     |                  |  | Святой Серватий | Святой Серватий | Святой Серватий | Святой Серватий | Святой Серватий | Святой Серватий |             |             |             |             |               |               |               |               |               |               |            |            |                |                |                |                | Симон Зелот    | Симон Зелот    | Симон Зелот  | Симон Зелот  | Симон Зелот  | Симон Зелот  |       |       |                |                |                |                |                 |                 |                 |                 |                 |                 |                |                |                |                |         |         |         |         |
|         |         |         |         |                  |                  |                  |                  |                     |                     |                     |                     |                     |                     |                  |  | Святой Серватий | Святой Серватий | Святой Серватий | Святой Серватий | Святой Серватий | Святой Серватий |             |             |             |             |               |               |               |               |               |               |            |            |                |                |                |                | Симон Зелот    | Симон Зелот    | Симон Зелот  | Симон Зелот  | Симон Зелот  | Симон Зелот  |       |       |                |                |                |                |                 |                 |                 |                 |                 |                 |                |                |                |                |         |         |         |         |
|         |         |         |         |                  |                  |                  |                  |                     |                     |                     |                     |                     |                     |                  |  |                 |                 |                 |                 |                 |                 |             |             |             |             |               |               |               |               |               |               |            |            |                |                |                |                | Иуда Фаддей    |                |              |              |              |              |       |       |                |                |                |                |                 |                 |                 |                 |                 |                 |                |                |                |                |         |         |         |         |
|         |         |         |         |                  |                  |                  |                  |                     |                     |                     |                     |                     |                     |                  |  |                 |                 |                 |                 |                 |                 |             |             |             |             |               |               |               |               |               |               |            |            |                |                |                |                |                |                |              |              |              |              |       |       |                |                |                |                |                 |                 |                 |                 |                 |                 |                |                |                |                |         |         |         |         |
|         |         |         |         |                  |                  |                  |                  |                     |                     |                     |                     |                     |                     |                  |  |                 |                 |                 |                 |                 |                 |             |             |             |             |               |               |               |               |               |               |            |            |                |                |                |                | Иисус «Иуст»   |                |              |              |              |              |       |       |                |                |                |                |                 |                 |                 |                 |                 |                 |                |                |                |                |         |         |         |         |
|         |         |         |         |                  |                  |                  |                  |                     |                     |                     |                     |                     |                     |                  |  |                 |                 |                 |                 |                 |                 |             |             |             |             |               |               |               |               |               |               |            |            |                |                |                |                |                |                |              |              |              |              |       |       |                |                |                |                |                 |                 |                 |                 |                 |                 |                |                |                |                |         |         |         |         |

- Священник Матфан — отец

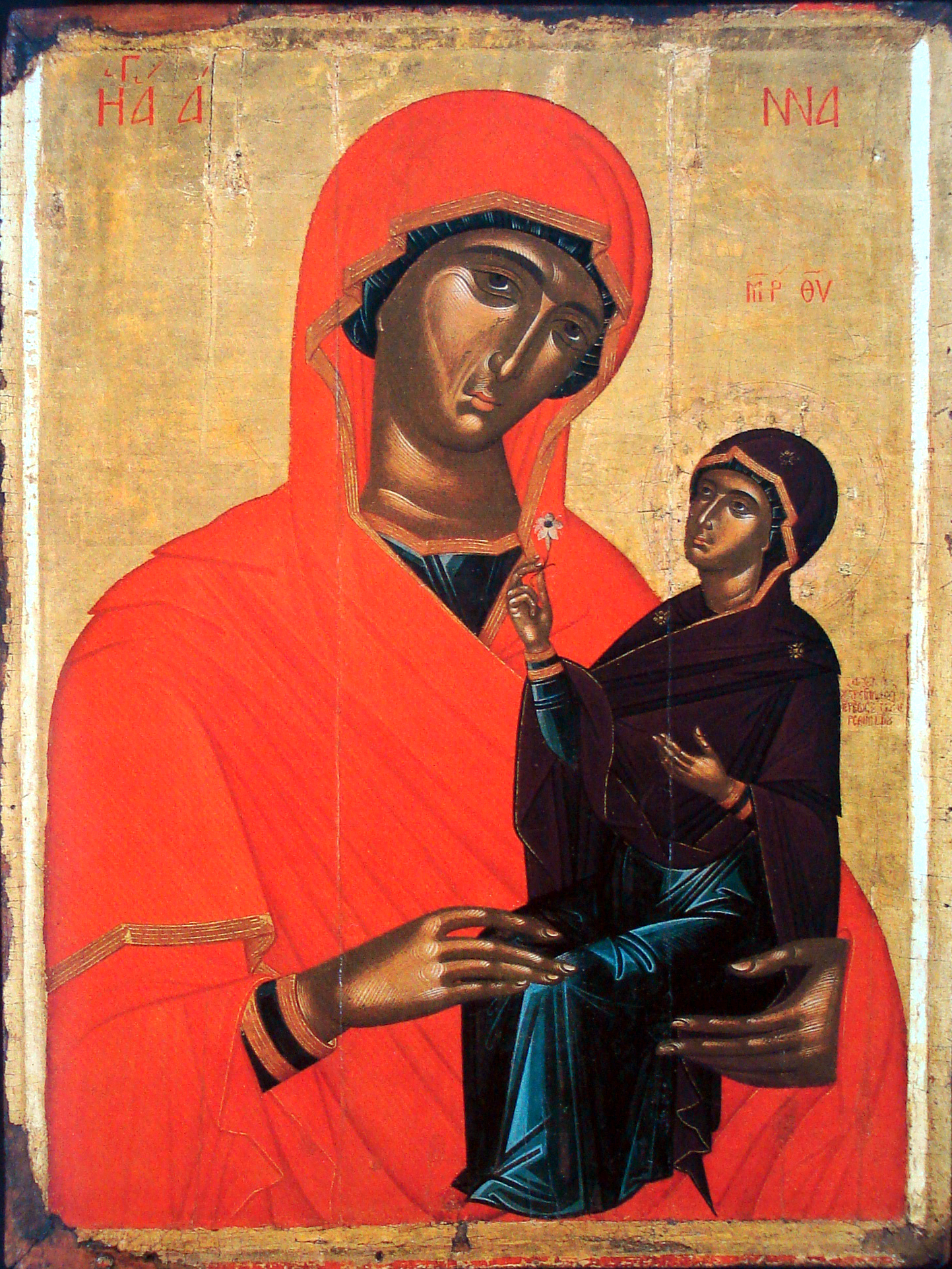
Иконописец Ангелос Акотанос. «Святая Анна с младенцем Марией», Греция, XV век

- Исмерия — старшая сестра. Её дочь:
  - Праведная Елисавета — племянница Анны, супруга Захарии. Их сын:
    - Иоанн Креститель

  - Элиуд (Eliud), брат Елизаветы, дед святого Серватия
- Святой Иоаким — первый муж, сын Варпафира
  - Дева Мария — первая дочь. Замужем за Иосифом Обручником
    - Иисус Христос
- Клеопа — второй муж, брат Иоакима, первого мужа
  - Мария Клеопова (Иаковлева, Иосиева — по сыновьям) — вторая дочь. Замужем за Алфеем. Их сыновья (согласно другой версии, это сыновья Иосифа от первого брака, то есть «сводные братья» Иисуса):
    - Апостол Иаков Алфеев (или же Иаков Младший)
    - Апостол Симон
    - Апостол Иуда Фаддей
    - Апостол Иосиф «Иуст» (Праведный)
- Саломий — третий муж
  - Мария Зеведеева (Саломея) — третья дочь, жена Зеведея (по другому варианту, дочь Иосифа Обручника). Их сыновья:
    - Апостол Иаков Зеведеев
    - Апостол Иоанн Богослов

Концепция трёх браков Анны называется tribimum, в середине XVI века она была осуждена Тридентским собором. Иоанн Дамаскин считал, что Анна была замужем только один раз. Этого же мнения придерживается вся православная традиция. Кроме того, Дамаскин указывает, что Матфан, отец Анны, был также отцом Иакова (биологического отца Иосифа Обручника, см.) — то есть Иосиф и дева Мария троюродные брат и сестра.
По Димитрию Ростовскому: отец Анны, священник Матфан, был женат на женщине по имени Мария из колена Иудина, родом из Вифлеема, и имел трёх дочерей:
1. Мария — старшая сестра. Её дочь:
  1. Саломея
2. Совия — средняя сестра
  1. Праведная Елисавета
3. Собственно Анна — младшая сестра

Таким образом, согласно этому изложению, Мария Зеведеева (Саломея), мать двух апостолов — не дочь Анны от третьего брака, а её племянница.

## Почитание

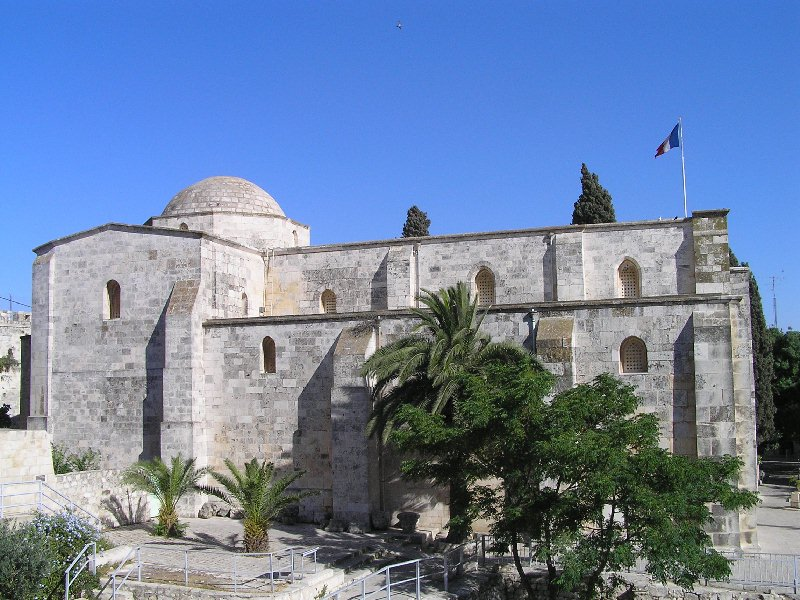
Базилика Святой Анны в Иерусалиме, XII век. Построена на том месте, где, согласно католическому преданию, родилась Богородица

На Востоке церкви, посвящённые св. Анне появляются с VI века, в то время как на Западе она не привлекает особенного внимания до XII века. В середине VI века в Константинополе был построен храм во имя Анны. В Средние века в городах Апт (Прованс) и Дюрен (Германия) считали, что обладают мощами Анны. На Западе усиленное почитание Анны началось в XIV веке и стало очень популярным в XV веке достигло вершины к XVI веку. Первый монастырь в её честь на Западе возник в 701 году во Флориаке около Руана.
Как замечает С. С. Аверинцев, «на исходе Средневековья на Западе Анна получает отдельный культ (отражающийся и в иконографии, например Anna selbdritt) как целительница болезней, особенно чумы. Народный культ Анны со всеми его грубыми, подчас отталкивающими чертами, но и со всей его жизненностью — тема гротескной поэмы французского поэта 2-й половины XIX века Т. Корбьера „Площадной рапсод и прощение святой Анны“».
Фигура святой Анны приобрела значительное распространение в Германии, затрагивая широкие слои народа. Но затем она подверглась жесточайшим нападкам Мартина Лютера. И значительное число её изображений было уничтожено во время иконоборчества лютеран в XVI веке, желавших вернуться к простоте и ясности Священного Писания.
Православная церковь называет Иоакима и Анну Богоотцами, ибо они были предками Иисуса Христа по плоти, и ежедневно на отпусте Божественной службы просит их молитв о исходящих из храма верующих. Отдельно совершается празднование (даты по юлианскому календарю):
- успение святой Анны — 25 июля;
- память богоотец Иоакима и Анны (попразднство Рождества Пресвятой Богородицы) — 9 сентября;
- зачатие святой Анной Богородицы — 9 декабря.

В 710 году мощи и мафорий святой Анны были перенесены из Иерусалима в Константинополь. В записях средневековых западных паломников сообщается о нахождении плеча и ладони святой Анны в кипрском монастыре Ставровуни. В настоящее время частицы мощей святой Анны находятся:
- в афонских монастырях (левая стопа в Большом ските праведной Анны, правая стопа в монастыре Кутлумуш, левая рука в монастыре Ставроникита);
- в различных монастырях и храмах Греции (в том числе монастыре Иоанна Богослова на Патмосе, церкви Панагии Горгоэпикоос в Салониках);
- в Валаамском монастыре (единственная частица мощей святой Анны в России)[12].

## В искусстве

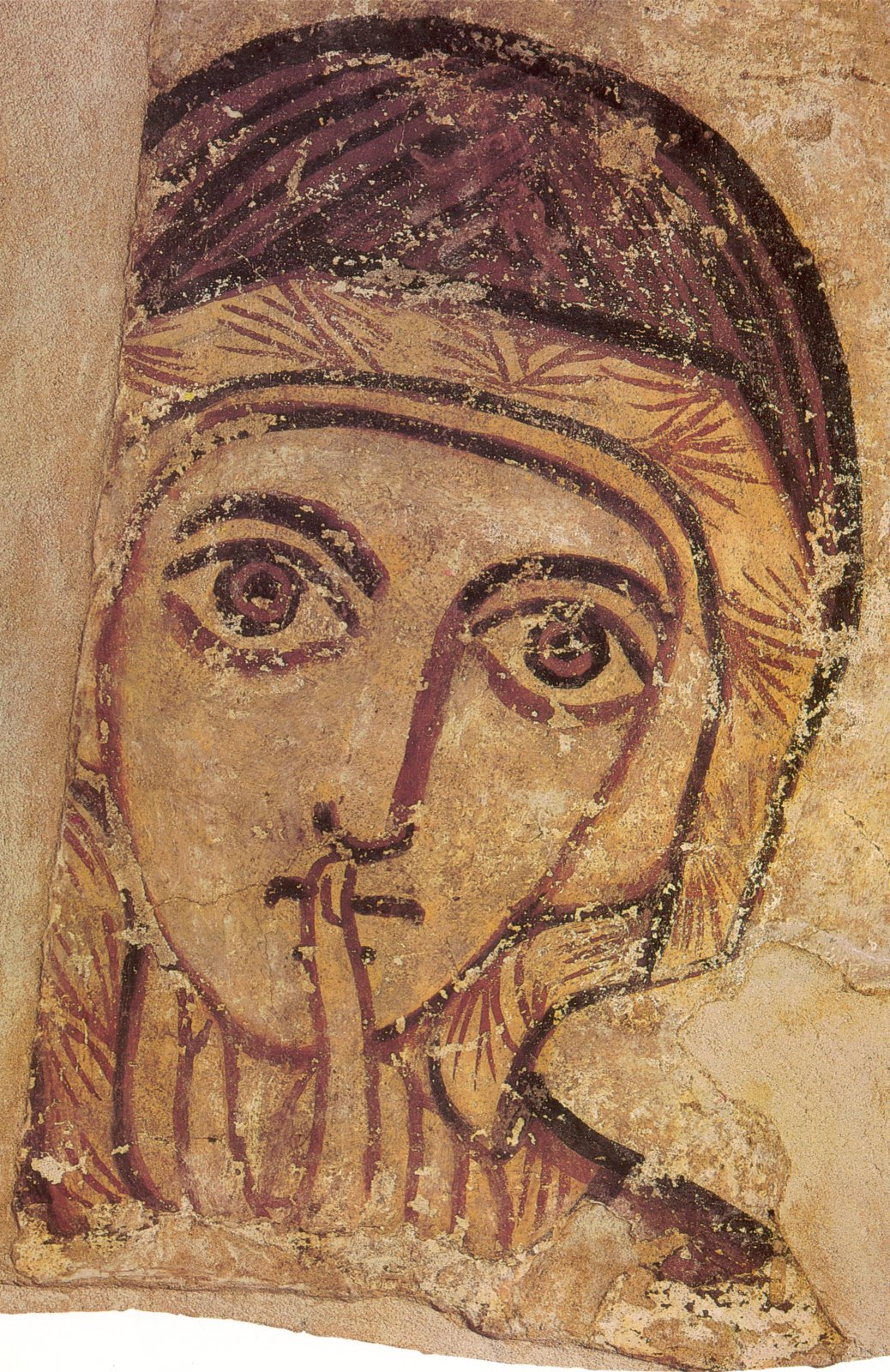
Св. Анна. Фреска из Фарраса, VIII век

Самое раннее изображение, свидетельствующее о культе святой Анны — фрагменты фресок VIII века в церкви Санта Мария Антиква в Риме. К тому же веку относится фреска из Фарраса, Египет.
сюжеты:
- «Встреча Иоакима и Анны у Золотых ворот» («Зачатие праведной Анны», «Целование Иоакима и Анны»): Иоаким, возвращающийся из пустыни, где он получил благую весть от ангела, у ворот Иерусалима встречается с ожидающей его женой. (Православие и католицизм)
- «Рождество Богородицы»: Святая Анна рожает Марию. Наиболее древние иконы праздника относят к X—XI вв[14]. (Православие и католицизм).
- Редкие сюжеты, в основном клейма иконы «Рождества Богородицы»: «Иоаким (и Анна) приносит свою жертву в храм»; «Отвержение даров Иоакима и Анны»; «Иоаким укоряет Анну»; «Возвращение Иоакима и Анны»; «плач Иоакима в пустыне»; «плач Анны в саду»; «моление Иоакима»; «моление Анны»; «благовестие Иоакиму» — в пустыне, и «благовестие Анне» — в саду[15]; (далее хронологически «встреча супругов у Золотых ворот Иерусалимского храма»;) «беседа Иоакима и Анны»; (затем собственно Рождество Богородицы); «ласкание Девы Марии» (Иоаким и Анна сидят рядом, ласково придерживая Новорождённую), «Оступание Богоматери» (то есть первые шаги); «Пир первосвященников в доме Иоакима»; к этим сюжетам примыкают и связанные с праздником Введения Богородицы во Храм — «принесение Девы Марии в храм», «первые семь шагов Богоотроковицы»[14].
- «Воспитание Марии»: Анна учит свою подрастающую дочь чтению и рукоделию. (Католицизм).
- «Введение во храм»: Анна с мужем могут присутствовать в качестве свидетелей во время введения её дочери в храм (Православие и католицизм); а также в сценах «Обручение Марии», «Обрезание Христа».

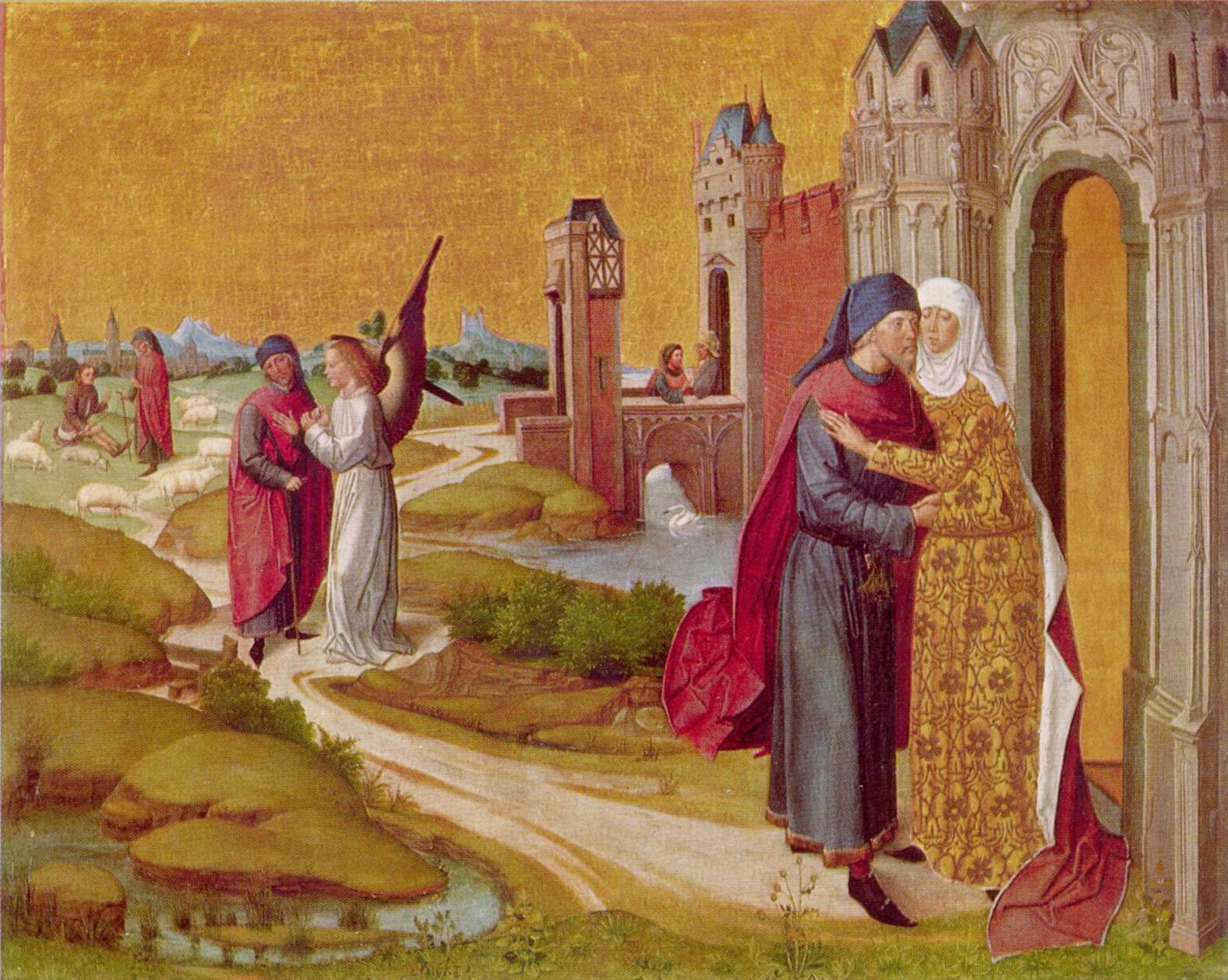
«Встреча Анны и Иоакима у Золотых ворот», Мастер жития Марии, ок. 1460, Старая Пинакотека
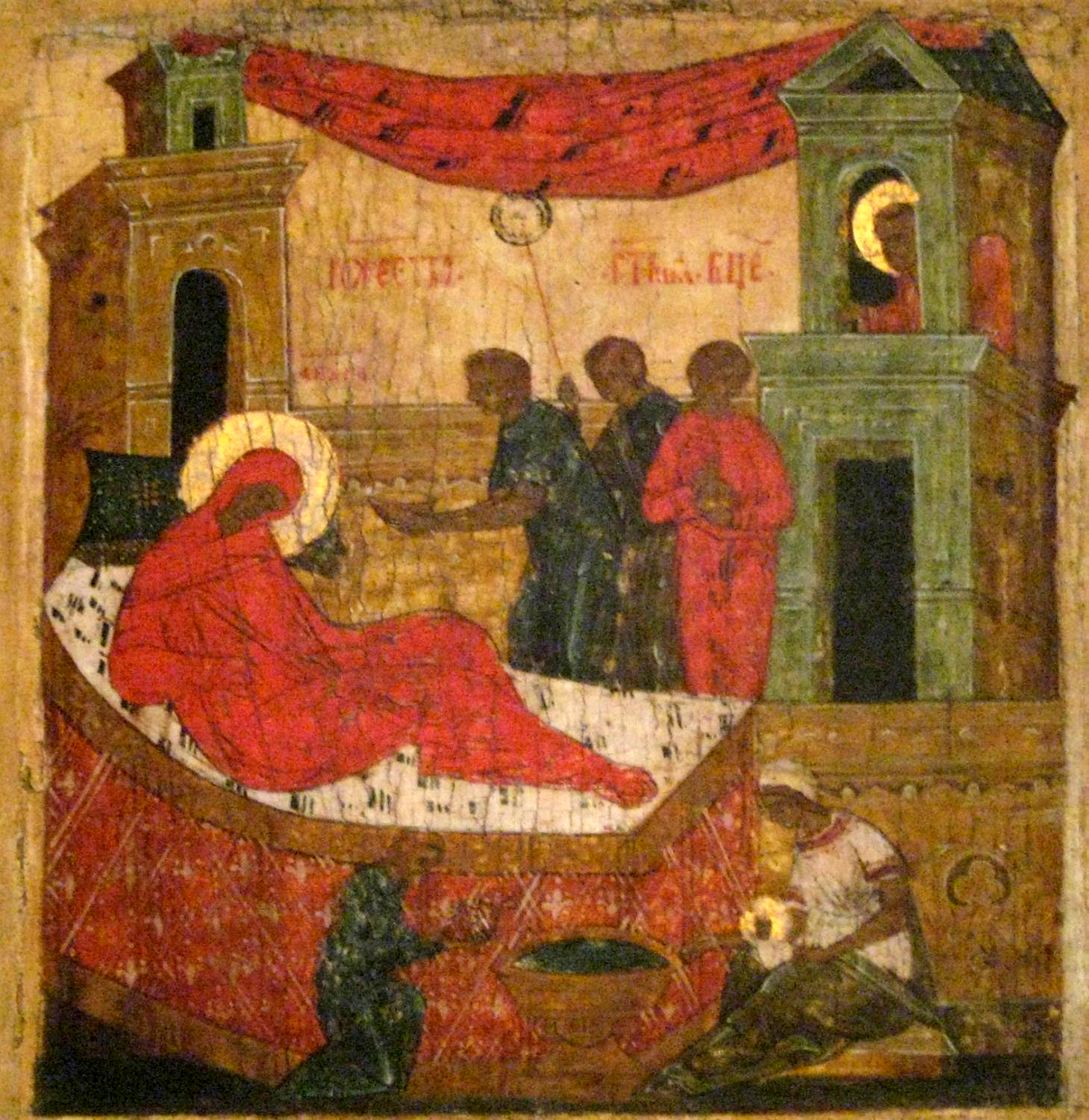
«Рождество Богородицы», псковская икона, XV-XVI вв.
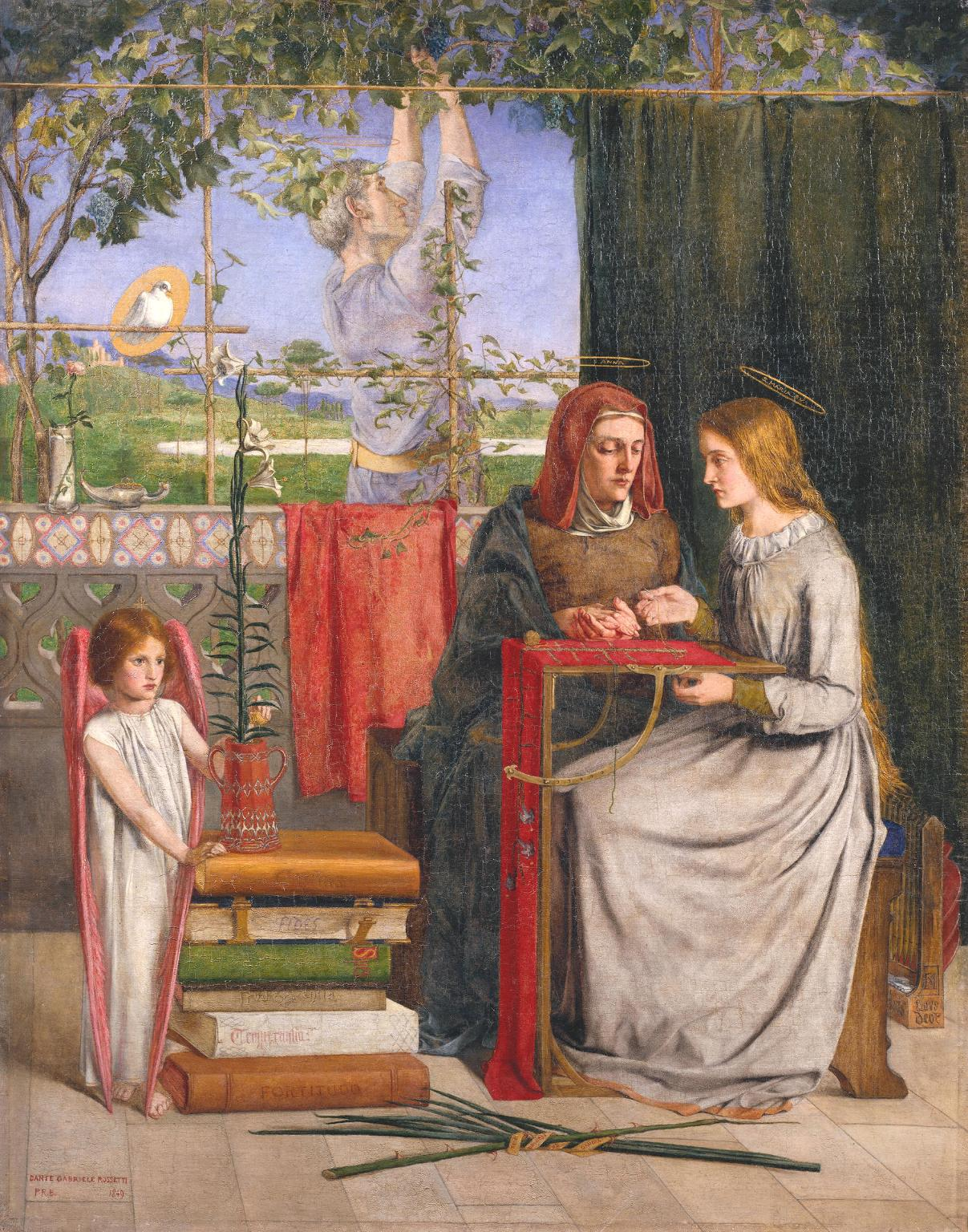
«Воспитание Марии», Данте Габриэль Россетти, 1848—1849 гг., галерея Тейт
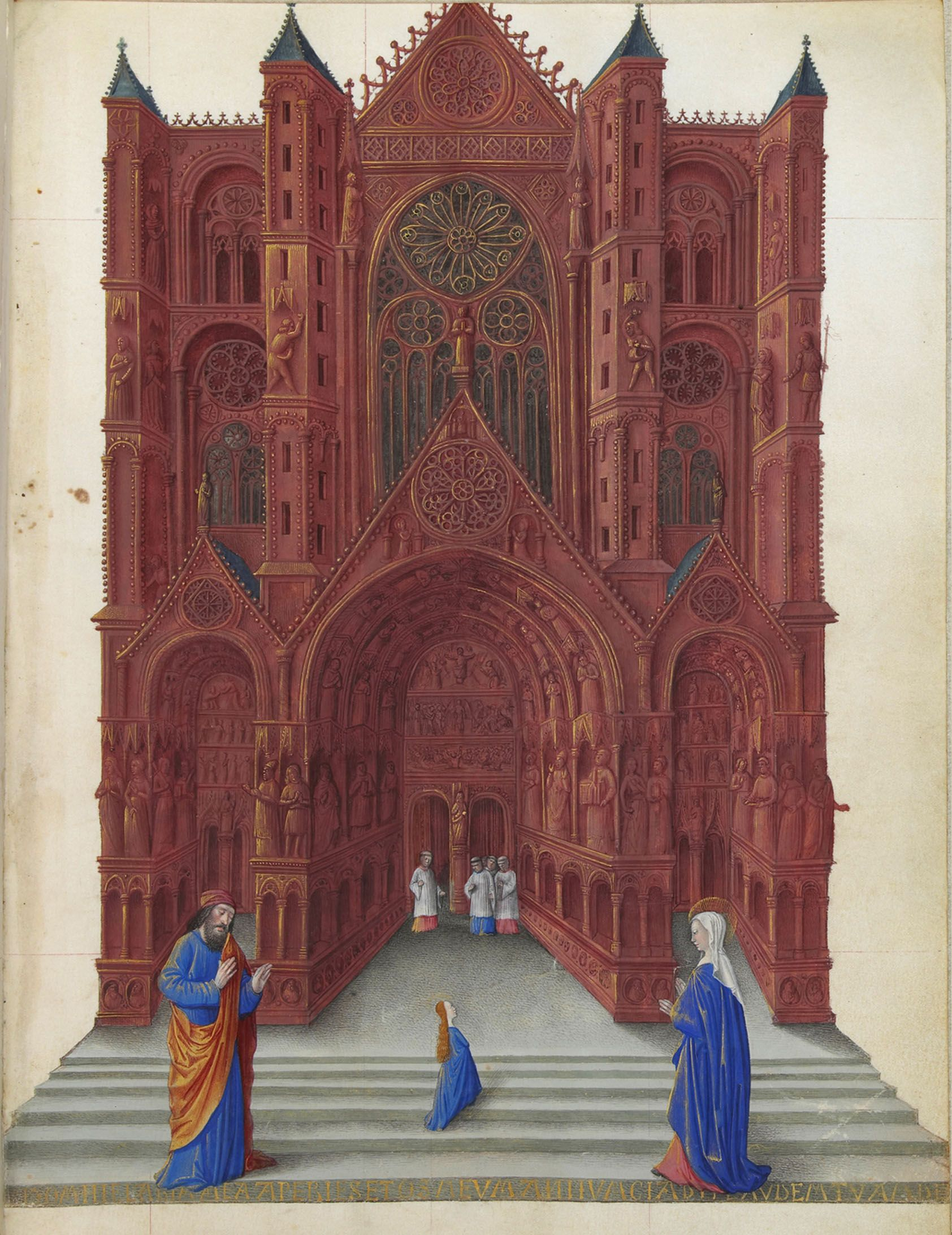
«Введение во храм», миниатюра из Великолепного часослова герцога Беррийского

прочее:
- «Святая Анна с младенцем Марией»: иконография чрезвычайно напоминает «Богоматерь с младенцем». (Православие).
- «Мадонна с младенцем и святой Анной»: на коленях у Анны сидит её дочь дева Мария, на руках у которой, в свою очередь, находится младенец Иисус. Иконографическая традиция носит название «меттерца» (средневековая латынь, нем. термин — Anna selbdritt), согласно ей святая Анна входит как третья в единство, включающая Марию и Иисуса. Подобные изображения напоминают Троицу и подчас являлись с ней диптихом. (Католицизм)
- «Святое семейство»: Анна может входить в расширенную иконографию Святого семейства. (Католицизм).
- «Святая родня»: иконография включает Анну со всем её многочисленным потомством — тремя дочерьми и внуками. В полной версии насчитывается 6 мужчин, 4 женщины и 7 детей. (Католицизм)
- Мария с Младенцем, матерью Анной и бабушкой Эмеренцией
- Колонна Святой Анны в Инсбруке.

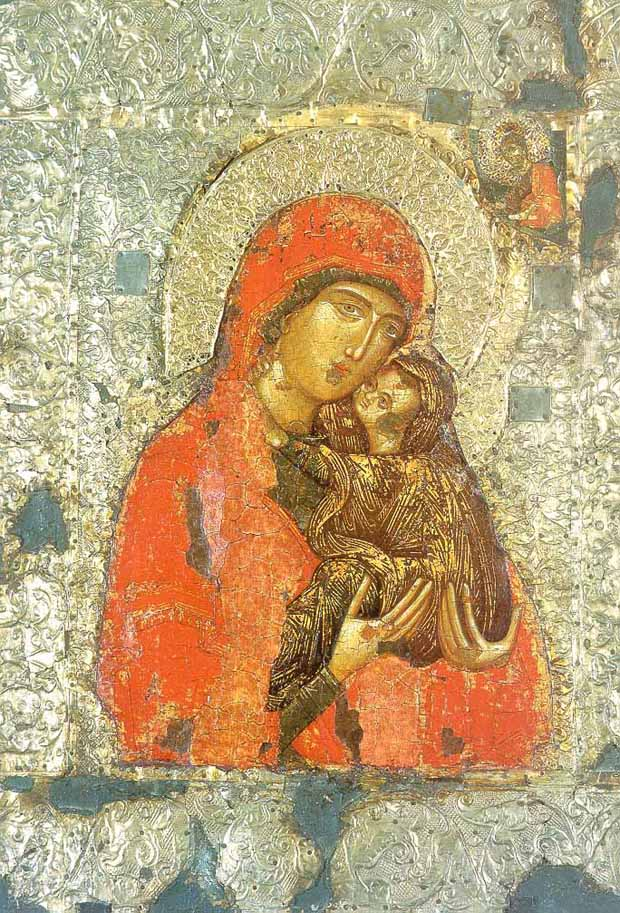
«Святая Анна с младенцем Марией», сербская (?) икона, XIV век
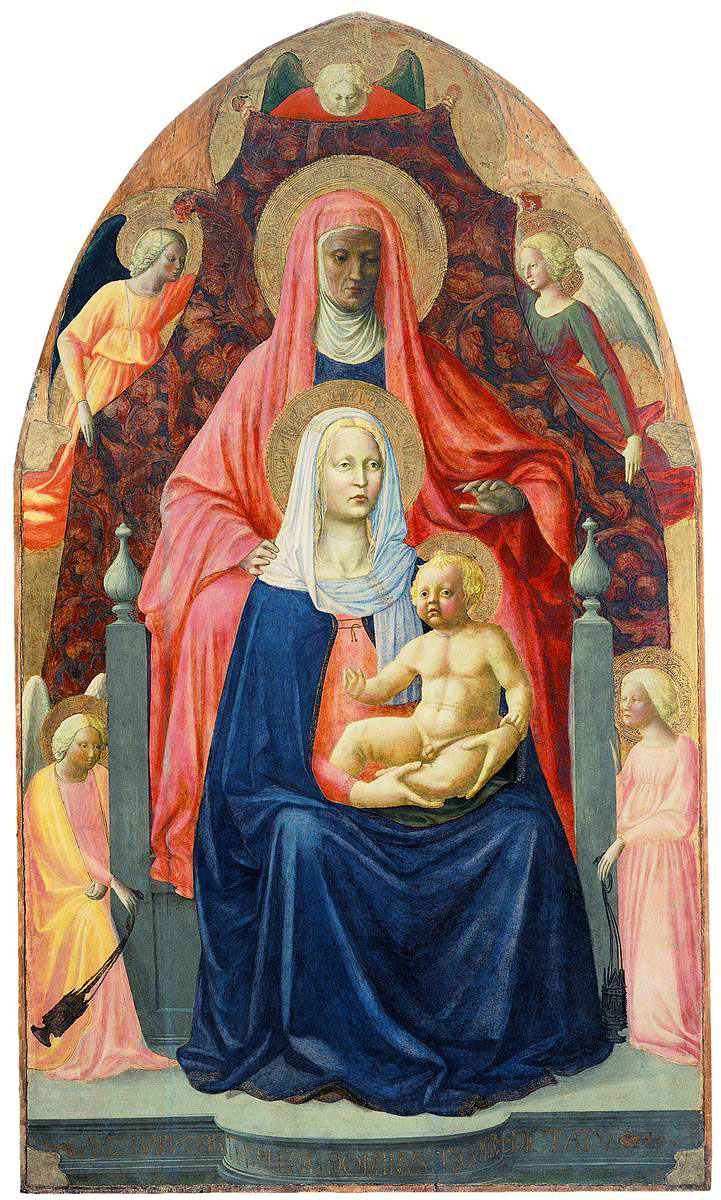
«Святая Анна с Марией и младенцем Иисусом» на коленях. Мазолино и Мазаччо. 1424-25, Уффици.
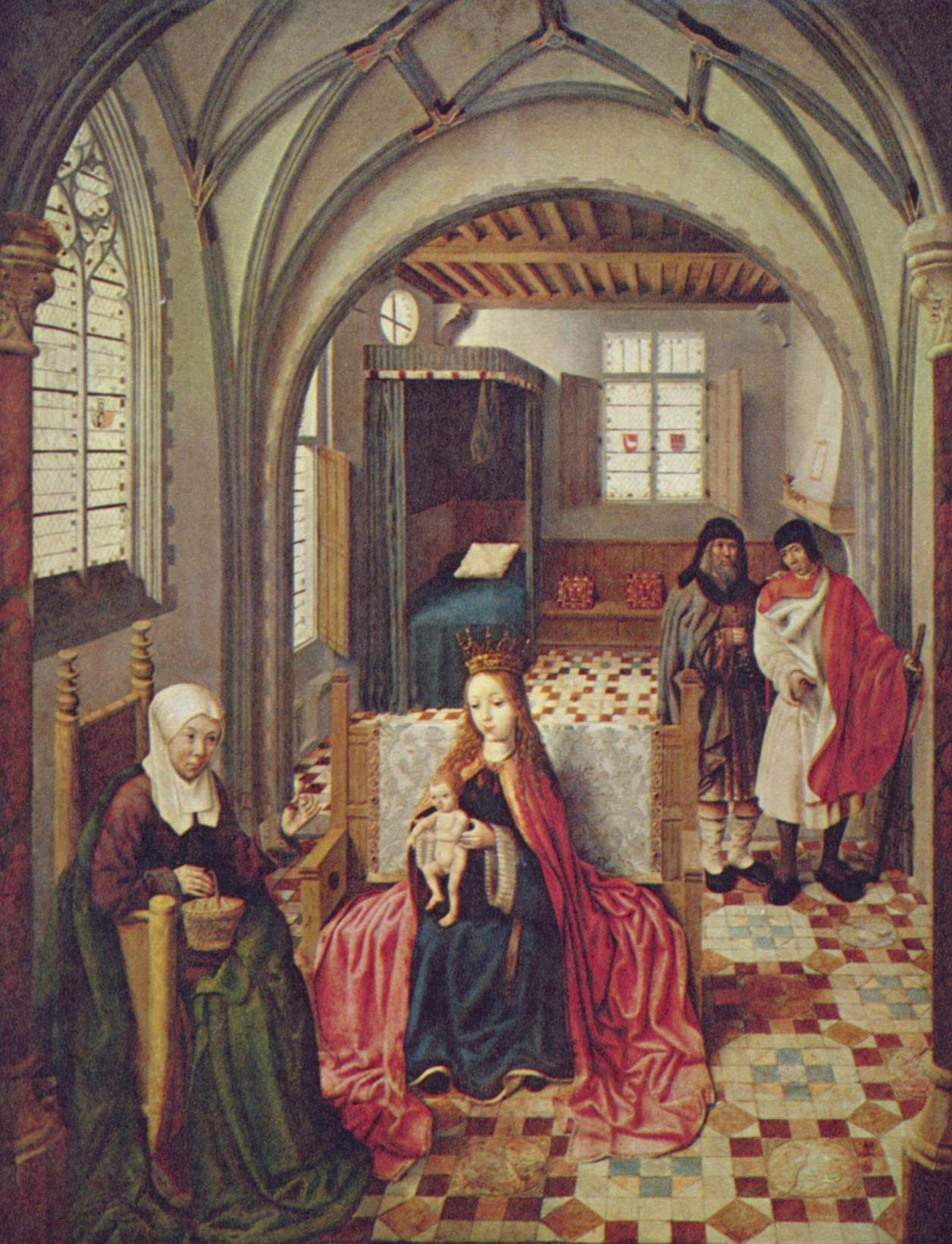
«Святое семейство со св. Анной и Иоакимом», нидерландский мастер, XV в.
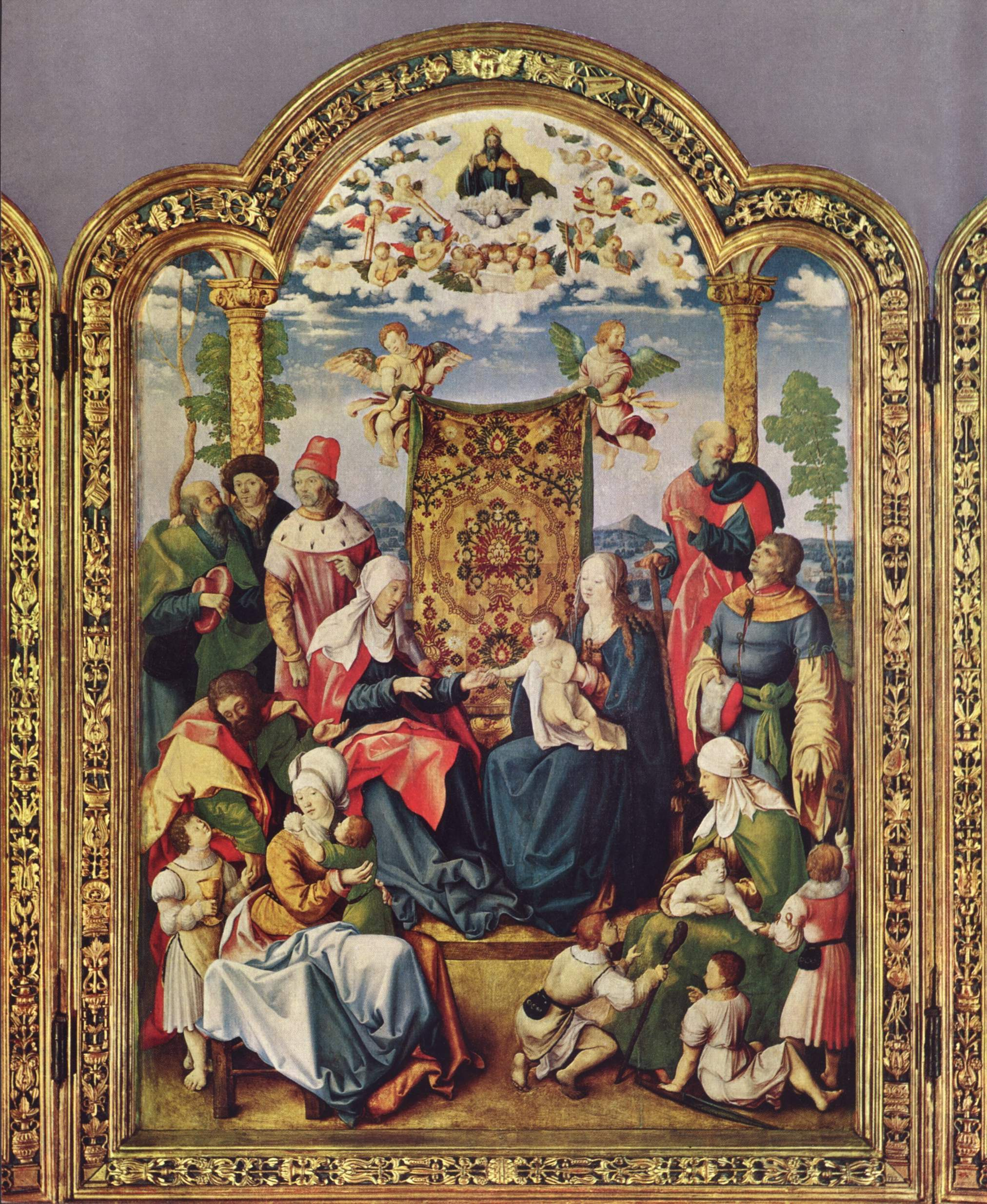
«Святая родня», Вольф Траут, 1514

## В геральдике
- Герб Кобрина (Белоруссия).
- Герб Санкт-Аннена (Германия).
- Герб Яхимова (Чехия).
- Герб Городца (Белоруссия)[16].

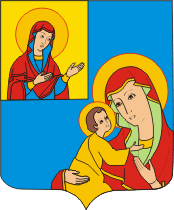
Герб Кобрина
Герб Санкт-Аннена
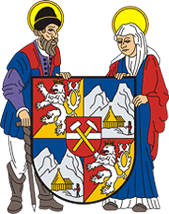
Герб Яхимова
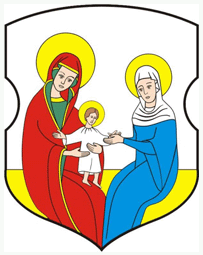
Герб Городца

## Прочие сведения
Топонимы «Якиманка» и «Якиманна» образовались из слитного произношения имён «Иоаким и Анна».